# Julius Købner
Julius Johannes Wilhelm Købner, född 11 juni 1806 i Odense, död 2 februari 1884 i Berlin, var en av de baptistiska pionjärerna i norra Europa.
Han var född i en judisk familj, som Salomon Købner. Som 18-åring emigrerade han till Tyskland där han konverterade till kristendomen. Innan sitt giftermål med Juliane döptes han som 20-årig, i den lutherska kyrkan i Hamburg, och antog namnet Julius. Sina första år som nygifta tillbringade Købners i Slesvig-Holstein innan de återvände till Hamburg. Där kom de i kontakt med baptistpastorn Johann Gerhard Oncken och döptes av honom.
I maj 1839 sände Oncken Købner till läsarkretsar i sitt moderland. Købner kom där i kontakt med predikanten P C Mønster i Köpenhamn och övertygade honom om det bibliska i baptismen. I oktober samma år återvände Købner dit tillsammans med Oncken som döpte Mønster och några av hans anhängare och bildade Dåbsmenigheden i Danmark.
Församlingar bildades runt om i Danmark och bildade Den danske Forening inom det tyska baptistsamfundet. 
Från 1865 samlades de årligen till konferens. Købner valdes varje gång till mötesordförande. 1870 utgav han de danska baptisternas första psalmbok: Troens Stemme.
Splittring och oro kännetecknade de unga baptistförsamlingarna och Købner fick flera gånger mana till rättning i leden.
1878 gjorde han sin sista rundresa i Danmark för att skapa enhet bland baptistförsamlingarna. Købners fru dog i Köpenhamn innan han återvände till Tyskland där han tillbringade sina sista år, bland annat med att översätta en del av Søren Kierkegaards verk till tyska.